# 더글러스 크로프트
더글러스 크로프트(Douglas Croft, 1926년 8월 12일 ~ 1963년 10월 24일)는 미국의 배우이다.
시애틀에서 태어났으며 로스앤젤레스에서 사망하였다.

## 영화
- 프레즌팅 릴리 마스 (1943년)
- 배트맨 (1943년)
- 킹스 로우 (1942년)
- 야구왕 루 게릭 (1942년)
- 성조기의 행진 (1942년)
- 리멤버 더 데이 (1941년)